# Antiespecismo (movimiento)
El antiespecismo es un movimiento político y social que cuestiona y rechaza la discriminación basada en la especie. En oposición al especismo, se define como la discriminación injustificada de la especie humana sobre las especies no humanas, en otras palabras, marginar a otras formas de vida no humanas y explotarlas o usarlas según su especie con fines capitalistas de mercantilización. El movimiento promueve el respeto y terminar con las desigualdades, además de abolir la esclavitud de especies humanas y no humanas.

## Historia

### Primer uso del término "antiespecismo"

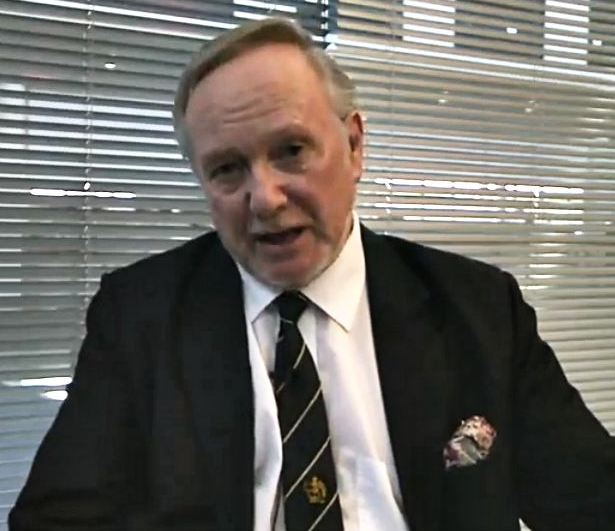
Richard D. Ryder es un psicólogo y filósofo británico, creador del término especismo en 1970 y activista por los derechos de los animales.

El término especismo fue acuñado por el psicólogo británico Richard D. Ryder en 1970 en un panfleto impreso, aunque no incluyó una definición exacta en ese momento. En los años siguientes, la postura en contra fue desarrollada y definida más claramente por dos figuras fundamentales en la teoría antiespecista: Peter Singer y Tom Regan.

### Propagación del concepto
El movimiento antiespecista ha experimentado un notable desarrollo a lo largo de las décadas. Desde sus primeras manifestaciones en la década de 1970, ha crecido en tamaño e influencia, extendiéndose a través de organizaciones activistas, medios de comunicación y plataformas en línea. A medida que la conciencia sobre los derechos de los animales y la ética animal ha aumentado, el movimiento antiespecista ha diversificado sus enfoques y estrategias, abarcando desde la promoción del veganismo hasta el activismo político.
Actualmente, se ha reflexionado sobre la relevancia de las tecnologías para el mantenimiento, la expansión y la visibilización del objetivo social de los colectivos antiespecistas, detectando especialmente las estrategias desarrolladas para la ampliación de redes y los espacios de sociabilidad ciberculturales.

### Eventos históricos importantes

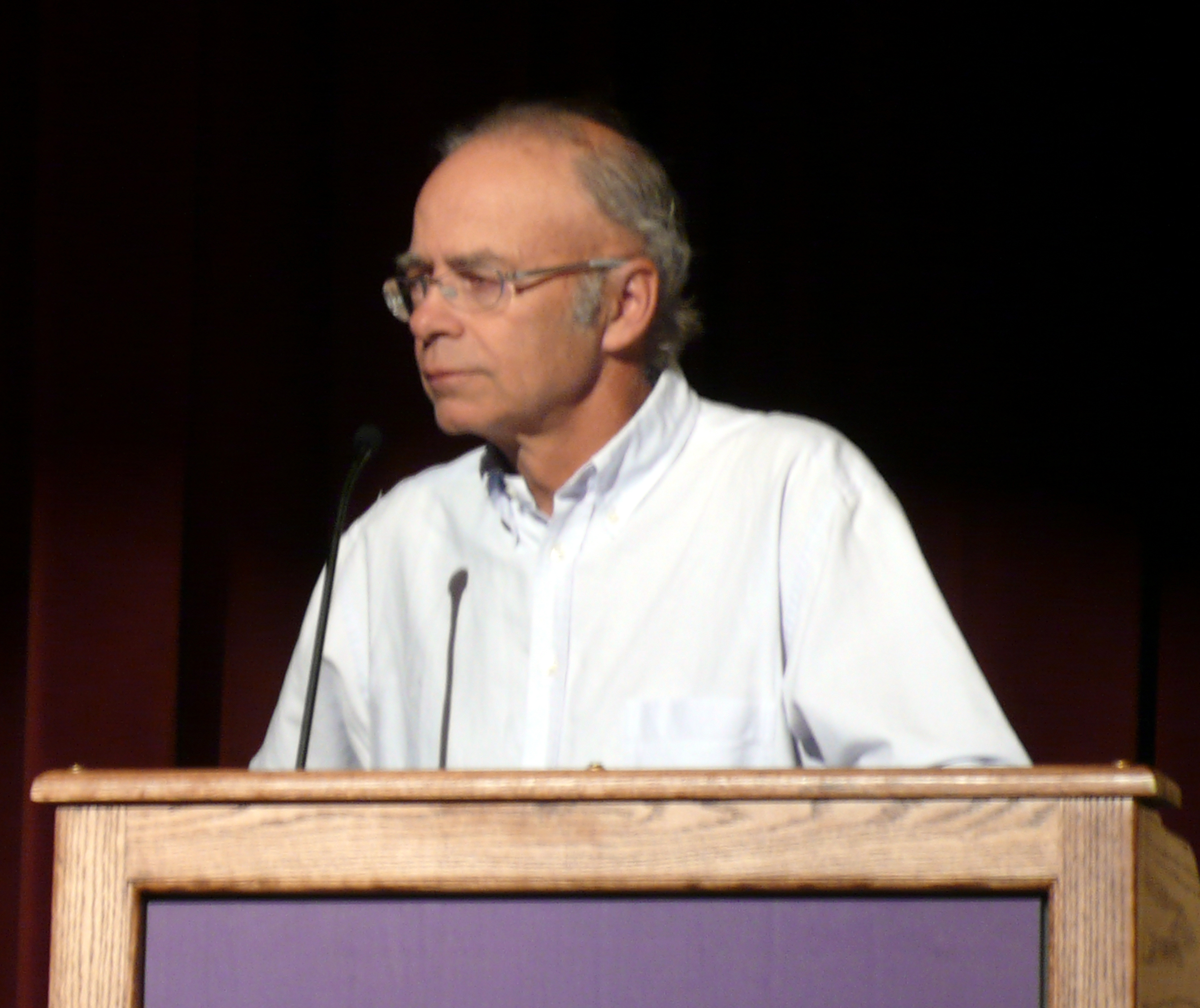
Peter Albert David Singer, citado como Peter Singer, es un filósofo utilitarista australiano.

El movimiento antiespecista ha sido moldeado por una serie de eventos históricos y figuras influyentes. Desde la publicación de Liberación Animal por Peter Singer en 1975 hasta la promulgación de leyes que protegen los derechos de los animales en varios países, numerosos hitos han marcado el curso del movimiento. Con la publicación el filósofo puso las bases del movimiento antiespecista, considerando por primera vez a los otros animales como iguales frente a los seres humanos. Argumentos de peso que amplió con una amplia obra y donde no tuvo miedo de meterse en otros debates como el utilitarismo en situaciones como el aborto o la biología evolutiva.

## Representantes internacionales
Algunos de los exponentes internacionales del movimiento antiespecista son los siguientes.
- Peter Singer, filósofo australiano quien marcó un punto de inflexión al direccionar la ética hacia los animales y poner en cuestionamiento el especismo,[6] así como las relaciones actuales entre los humanos, la naturaleza y los animales no humanos a través de su libro Liberación Animal (1975).
- Tom Reagan, filósofo estadounidense, quien propone fundamentos filosóficos en el movimiento por los derechos de los animales en su libro The Case for Animal Rights (1983) y dentro de su ideología resalta el argumento de ser sujeto de una vida y no una vida sin un sujeto. Asimismo, justifica a los animales como sujetos morales al establecer que son seres conscientes del mundo y por lo tanto, deben ser tratados con respeto.[7]
- Gary L. Francione, profesor de Derecho en New Jersey y fundador del Rutgers Animal Rights Law Centre, propuso los seis apartados que conforman la corriente abolicionista, la cual se centra en la abolición de la explotación animal.[8]
- Melanie Joy, profesora de psicología y sociología en la Universidad de Massachusetts, doctora en psicología social y acreedora de un máster en pedagogía por Harvard,[9] es una reconocida oradora internacional[10] y escritora del libro Por qué amamos a los perros, comemos cerdos y usamos vacas: una introducción al carnismo (2009). Utiliza el término carnismo para reflejar el sistema de creencias que nos lleva a comer ciertos animales y nos aleja de comer otros.[11]

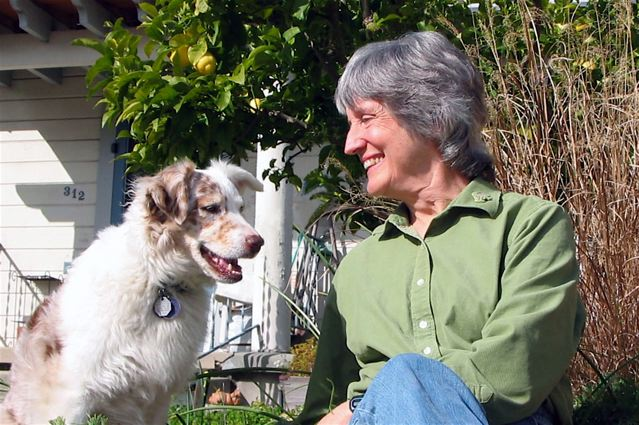
Donna Haraway y Cayenne (perro)

- Donna Haraway y Cayenne (perro)Donna Haraway, filósofa ecofeminista estadounidense y profesora de estudios feministas en la University of California, Santa Cruz. En su ensayo Seguir con el problema. Generar parentesco en el Chthuluceno (2015), expone una reconsideración de las relaciones entre la Tierra, las otras especies que habitan dentro y los humanos.[12]
- Hugo Clément es un periodista, autor y documentarista francés de 34 años. A lo largo de los años se ha especializado en la creación de conciencia ambiental.[13]

## Mujeres representantes en Latinoamérica
- Poli Sotomayor, socióloga, politóloga, escritora y activista especialista en ética animal. Fundadora de Brigada Animal México. Su trabajo se ha enfocado en la concientización sobre el maltrato animal y el especismo. Su participación en el movimiento antiespecista se ha extendido a todo México mediante la difusión en plataformas digitales, como redes sociales y podcasts, así como talleres y charlas. [14]
- Lidia Patricia Guerra Marroquín, ingeniera y feminista antiespecista conocida por su activimismo promoviendo el veganismo y la defensa de los derechos de los animales. Actualmente, esta esudiando el feminismo antiespecista en Latinoamérica.[15]
- Dulce Ramírez, licenciada en filosofía y letras, diseñadora gráfica, editora y activista, Es la vicepresidenta de Igualdad Animal México, una organización dedicada a la defensa de los animales.[16] Su trabajo ha sido de ayuda para visibilizar la crueldad animal en la industria de alimentos, así como, fomentar una cultura de respeto y empatía hacia todos los seres vivos. Ha participado en campañas de concientización y propuestas legislativas para asegurar el bienestar animal en México.[17]

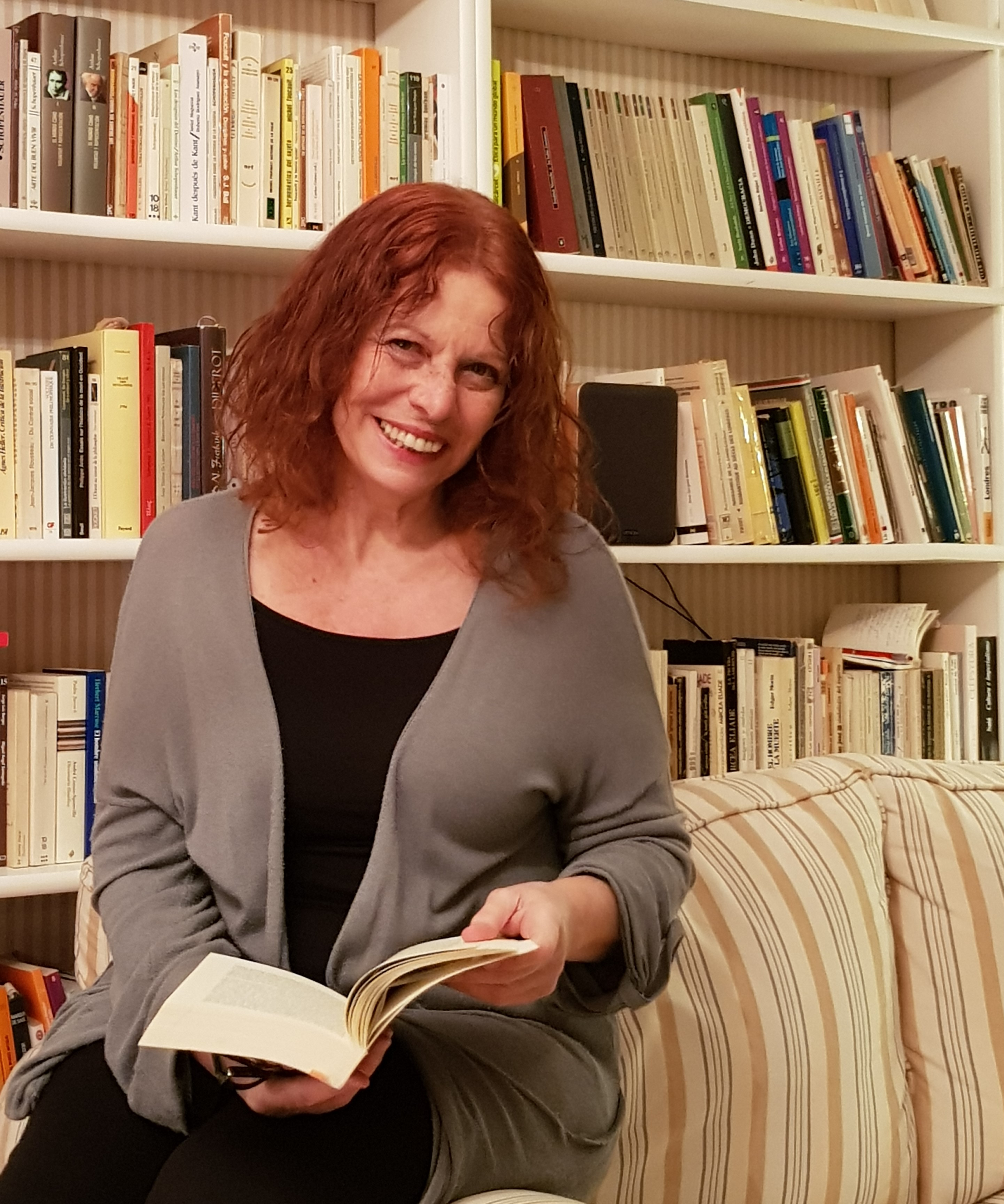
Alicia Puleo en 2020

- Alicia Puleo en 2020Alicia Puleo, filósofa, escritora y profesora con distintas obras publicadas, entre las que se encuentran Ecofeminismo para otro mundo posible (2011) y Claves ecofeministas para rebeldes que aman a la tierra y a los animales (2019), ha puesto en la conversación los intereses de los animales, planteando que a veces son contrarios a las ideas ecologistas.

## Organizaciones antiespecistas en México
Algunas organizaciones que buscan abolir la violencia hacia los animales en México son:
- Agrupaciones por los animales de México APASDEM, es una organización antiespecista fundada en 2006 y conformada por 66 grupos protectores de animales de todo el país, que se basa en el principio de respeto a la vida animal y busca el reconocimiento del derecho a la vida y dignidad animal.[18]
- Brigada Animal México, se define a sí mismo como un colectivo antiespecista independiente que trabaja para mejorarla vida y dignidad de los animales por medio de la pedagogía y otras actividades como conversatorios, campañas, acciones de protesta, entre otros.[19]

## Posturas críticas al movimiento antiespecista
- Marion Maréchal es una política francesa, nieta del fundador del Frente Nacional, quien para la publicación en la página El debate, comentó: “El antiespecismo es una corriente radicalmente antihumanista”.[13] Ella sostiene la idea de que ir en contra de la especie humana (en cualquier manera de acción o pensamiento) debería ser castigada, ya que si bien no hemos comprendido al 100% el entorno animal que nos rodea, es precisamente eso lo que nos diferencia de los animales, las capacidades que el hombre posee y ningún otro animal.
- Benigno Blanco “Al final, se trata de un anti humanismo que bajo la disculpa seudo moral de la defensa de los animales no hablantes degrada al ser humano al equiparar a todos los animales sintientes”,[20] fueron las palabras del jurista y exsecretario de estado y expresidente del Foro de la Familia, quien hace referencia a que el antiespecismo actual culpa al humano de todos los males que le suceden a los animales, y  el hecho de que se considere esto, es un humanismo de forma contradictoria.
- Ted Nugent, el baterista de la banda de rock The Amboy Dukes ha dicho en una entrevista que las personas veganas son las responsables de las mayores muertes animales, ya que se obliga a los animales a preparar la tierra para el cultivo de sus vegetales y plantas, también comentó que el simple hecho de que la tierra de cultivo sea tan grande para poder darse abasto, afecta de manera indirecta a otros animales como ardillas, pájaros, serpientes, o cualquier animal que viva en esa tierra de cultivo.[21]
- National Rifle Association, fundada el 1871 por George Wingate, es una asociación dedicada a promover y fomentar el tiro con rifle sobre una base científica, además desde su creación ha sido la principal organización educativa sobre armas de fuego en el mundo.[22]
- American Farm Bureau Federation, creada en estados unidos, se dedica a la protección de agricultores y ganaderos en el país, y si bien tienen programas de conservación de la vida silvestre, el hecho de que siga promoviendo el uso de animales como comestibles va en contra del pensamiento antiespecista.[23]
- Safari Club International, según su página de internes es la asociación estadounidense líder en la defensa de la libertad de cazar y promover el uso sostenible de la conservación de la vida silvestre en todo el mundo. Actualmente esta asociación cuenta con más de 40 mil miembros. [24]

## Relación con otros movimientos
El antiespecismo, al ser una postura ética y política que busca evidenciar y rechazar la violencia y explotación animal, se relaciona con otros movimientos en donde también, se promueve un trato respetuoso y justo hacia otros seres. El veganismo, se basa de igual manera, en la defensa de los derechos de los animales no humanos, rechazando el especismo. Por otro lado, otros movimientos como el feminismo y antirracismo, tienen intersección con el antiespecismo al cuestionar las estructuras opresoras y de violencia sistemática que se deben principalmente al sistema capitalista y patriarcal.
Un ejemplo de la relación entre el movimiento antiespecista y el feminista, es la relación que Carol J. Adams, activista y escritora feminista, establece entre ambos movimientos. Dicha autora describe la relación entre la explotación de los animales que son utilizados en la industria alimentaria y la opresión sufrida por mujeres como un bien sexual.